# Bibasis amara
Bibasis amara är en fjärilsart som beskrevs av Moore 1865. Bibasis amara ingår i släktet Bibasis och familjen tjockhuvuden. Inga underarter finns listade i Catalogue of Life.

## Bildgalleri

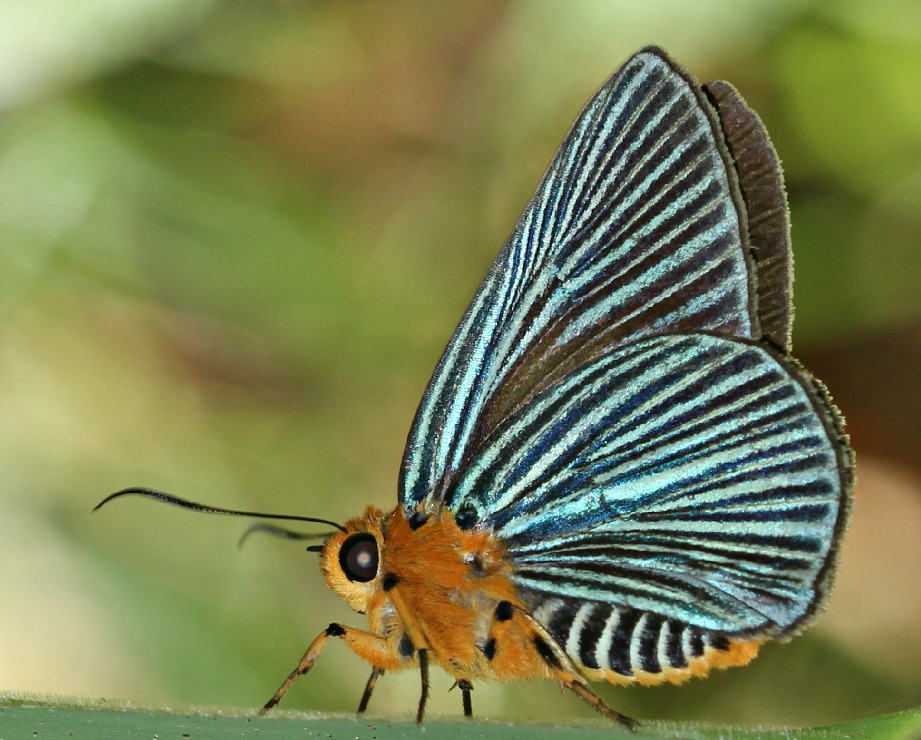